# Serra do Lima

Serra do Lima ou como é conhecida Serra de Patu é uma serra localizada no município de Patu no estado Rio Grande do Norte. Tem extensão média de 8 km e sua altitude varia entre 400 e 600 metros.
Conhecida por localizar o Santuário do Lima,visitados anualmente por religiosos e turistas.